# Ambleville (Charente)
Ambleville is een plaats en voormalige gemeente in het Franse departement Charente in de regio Nouvelle-Aquitaine en telt 220 inwoners (2004). De plaats maakt deel uit van het arrondissement Cognac.

## Geschiedenis
Op 1 januari 2022 fuseerde Ambleville met de gemeente Lignières-Sonneville tot de commune nouvelle Lignières-Ambleville.

## Geografie
De oppervlakte van Ambleville bedraagt 5,1 km², de bevolkingsdichtheid is 43,1 inwoners per km².
De onderstaande kaart toont de ligging van Ambleville (Charente) met de belangrijkste infrastructuur en aangrenzende gemeenten.

## Demografie
Onderstaande figuur toont het verloop van het inwonertal.
Vanwege een beveiligingsprobleem met de MediaWiki Graph-software is het momenteel niet mogelijk deze grafiek weer te geven. Zodra de software is bijgewerkt zal de grafiek vanzelf weer zichtbaar worden.